# Beni Djellil
Beni Djellil ou Aït Djellil (em árabe: بني جليل) é uma comuna localizada na província de Bugia, no norte da Argélia. Segundo o censo de 2008, a população total da cidade era de 7 795 habitantes.